# Caspar Thywissen

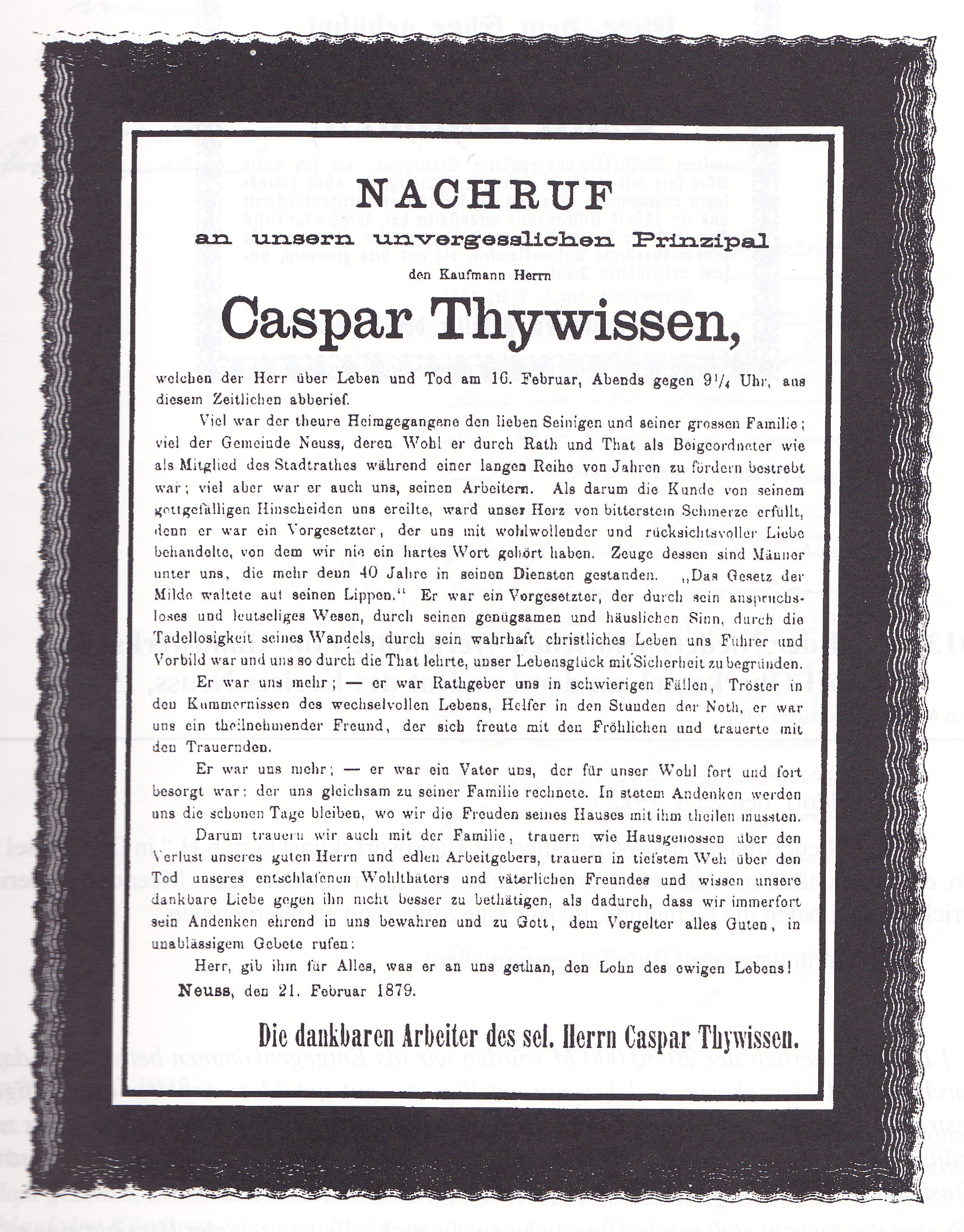
Nachruf auf Caspar Thywissen 1879

Caspar Thywissen (* 26. Juni 1801 in Aachen; † 16. Februar 1879 in Neuss) war ein deutscher Industrieller und Unternehmer.

## Werdegang
1839 gründete er in Neuss eine Ölmühle mit Ölhandlung. Er engagierte sich als Stadtverordneter und unbesoldeter Beigeordneter der Stadt Neuss.
Verheiratet war Thywissen mit Sophia Thywissen (geb. Kallen, * 6. April 1819 in Neuss; † 24. November 1889 in Neuss). Zusammen hatte das Paar 10 Kinder, darunter Wilhelm Thywissen, einen späteren Ehrenbürger der Stadt Neuss.